# Mitchell (Ontario)
Mitchell è una città canadese situata nel sud dello stato dell'Ontario, nella Contea di Perth e nella municipalità di West Perth.
Si trova all'intersezione fra le autostrade 8 e 23, 20 km a nord-est di Stratford, e 60 km a nord di London. Il 1º gennaio 1998 si è unita alle città confinanti di Logan, Fullarton ed Hibbert per formare la nuova municipalità di West Perth.  Nel 2016 Mitchell contava una popolazione di 4 573 abitanti distribuiti su un territorio di 4,81 chilometri quadrati.

## Storia
Secondo una targa commemorativa eretta dalla provincia, Mitchell venne progettata sulla Huron Road nel 1836. L'anno successivo fu costruita una baita da William Hicks along, che divenne il primo insediamento nell'area. Nel 1842 aprì una segheria e nel 1845 negozi e altre fabbriche. Già nel 1851 la popolazione aveva raggiunto le 150 unità e nel 1857 fu riconosciuto come villaggio, allorché la ferrovia raggiunse la zona. Il primo sindaco fu Thomas Matheson. Un acquedotto fu ultimato nel 1889; strade e marciapiedi vennero pavimentati. Nello stesso anno arrivò anche l'elettricità 1889. Nel 1901 la popolazione superò quota 2 200 persone e nel 1918 fu necessario costruire una scuola elementare, seguita di lì a poco da un istituto per gli studi superiori.